# Genocidio del Putumayo
El genocidio del Putumayo es el término utilizado para referirse a los años de abusos, esclavitud forzada, masacres y etnocidio contra las poblaciones amerindias de la amazonia, específicamente en la zona entre el río Putumayo y el río Caquetá durante la época de 1879 a 1912 en plena fiebre del caucho.

## Contexto
El gobierno peruano delegó su soberanía sobre los territorios amazónicos disputados con otros países vecinos al norte de Loreto a la Peruvian Amazon Company, tal como hicieron numerosos estados para tomar control de zonas de disputa interestatal que hasta entonces estaban habitadas exclusivamente por naciones indígenas independientes. El fundador de la compañía Julio César Arana comenzó una política de pago por control de tierras donde su huestes privadas —mercenarios traídos de Barbados—  obligaban a los amerindios a trabajar a cambio de «favores y protección». El local no podía negarse porque terminaba siendo raptado por mercenarios pagados por la compañía. Ya dentro de la empresa los amerindios eran sometidos a procesos de aislamiento en zonas remotas para recolectar caucho en condiciones inhumanas y si no cumplían con la cantidad requerida eran castigados hasta la muerte o eran desaparecidos por los castigadores en los llamados campos lejanos donde se aniquilaría al 90% de las poblaciones amazónicas.

## Reacciones al genocidio

### Denuncias de Walter Hardenburg y Roger Casement
En 1909, el ingeniero estadounidense Walter Hardenburg publicó Putumayo: The Devil’s Paradise donde denunciaba los hechos que venían ocurriendo con la explotación del caucho en territorios colombiano y peruano.

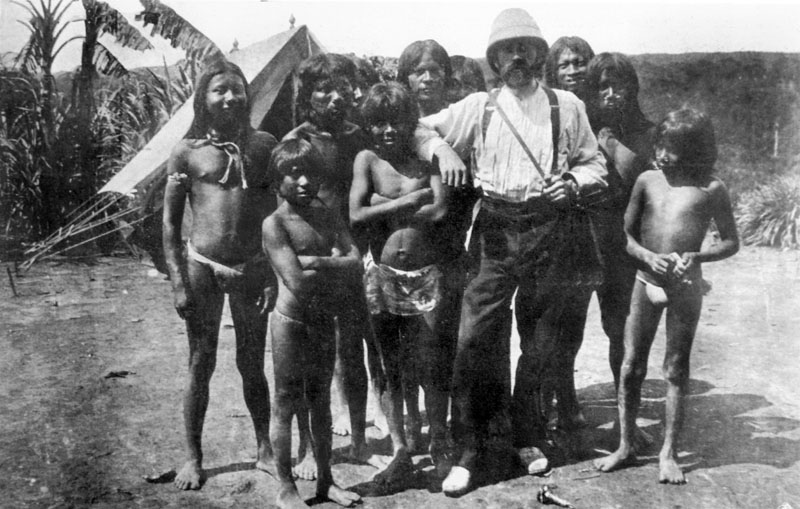
Eugène Robuchon con amerindios de la cuenca del río Putumayo.

En 1906 fue denunciado por el irlandés Roger Casement ante los gobiernos occidentales sobre los excesos cometidos por Arana público en 1912 el Libro Azul Británico. Informe y otras cartas sobre las atrocidades en el Putumayo denunciando la muerte hasta la fecha de por lo menos 40.000 personas, obteniendo solo un juicio por «maltrato laboral» hacia la Peruvian Amazon Company, al final en 1913 se daría una orden para cerrar dicha empresa; sin lograr obtener un juicio por crímenes de lesa humanidad contra Arana, lo cual era la principal meta de Casement.

### Tratado de límites fronterizos entre Colombia y Perú
En 1933 los gobiernos de Perú y Colombia ratificaron el Tratado Salomón-Lozano en donde el primero cedía la zona entre el Putumayo y el Caquetá al segundo, a raíz de esto la Peruvian Amazon Company desplazaron forzosamente a varios amerindios hacia las zonas del río Napo y el río Amazonas para no competir con las empresas colombianas de caucho, a pesar de esto la compañía seguía administrando varias sucursales en Puerto Arica, La Chorrera, La Victoria entre otros. En este proceso disminuyeron los reportes de masacres realizadas por caucheros.

### Matanza y abusos después del tratado de límites

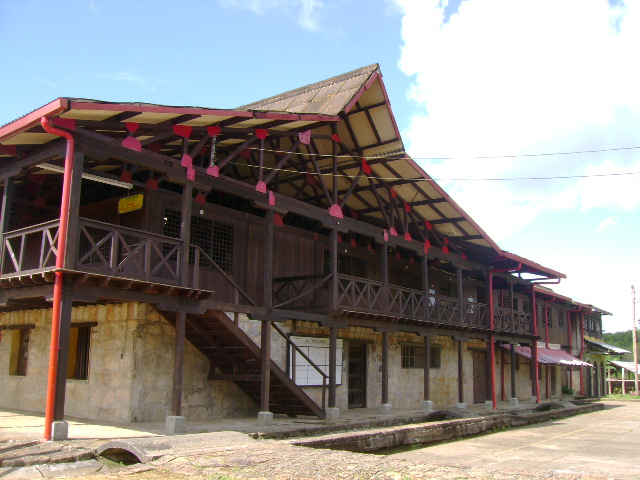
Casa Arana propiedad de la Peruvian Amazon Company en La Chorrera, actualmente es monumento nacional de Colombia.

Posterior a la guerra colombo-peruana de 1933 durante la colombianización de las regiones del Putumayo y Caquetá se reportaron nuevos sucesos de torturas cometidas por las autoridades del gobierno colombiano para asimilar a las poblaciones que se resistía a cambiar de nacionalidad provocando un éxodo de amerindios y mestizos al Perú. Colombia en 1969 pagó una indemnización de 200 mil dólares, a la Casa Arana, pero no reparó material ni moralmente a las víctimas del genocidio. La Casa Arana es un lugar de la memoria del genocidio del Putumayo contra las comunidades amazónicas.

### Disculpas públicas del gobierno colombiano
En 2012 el presidente Juan Manuel Santos, pidió perdón a las comunidades amazónicas por los hechos ocurridos durante esos años.

"A las comunidades de los pueblos Uitoto, Bora, Okaina, Muinane, Andoque, Nonuya, Miraña, Yukuna y Matapí, a todos pido perdón por sus muertos, por sus huérfanos, por sus víctimas"
Juan Manuel Santos, presidente de Colombia 2012

## En la cultura popular
- Mario Vargas Llosa en su libro El sueño del celta.
- José Eustasio Rivera en su novela La vorágine.
- Ciro Guerra en su película El abrazo de la serpiente.
- César Uribe en su novela Toá, narraciones de caucherías (sobre la explotación de los trabajadores del caucho en la Amazonía colombiana).